# Taiwan-Riesengleithörnchen
Das Taiwan-Riesengleithörnchen (Petaurista lena, Syn.: Petaurista alborufus lena) ist ein Gleithörnchen aus der Gattung der Riesengleithörnchen (Petaurista). Es kommt endemisch auf der Insel Taiwan vor der chinesischen Küste vor. Der Artstatus des Taiwan-Riesengleithörnchens ist umstritten und in zahlreichen Darstellungen wird es als Unterart dem Rot-Weißen Riesengleithörnchens (Petaurista alborufus) zugeordnet.

## Merkmale
Das Taiwan-Riesengleithörnchen erreicht eine Kopf-Rumpf-Länge von 34,9 bis 51 Zentimetern sowie eine Schwanzlänge von 36 bis 52,5 Zentimetern bei einem Gewicht von 0,9 bis 1,9 Kilogramm. Die Art ist damit innerhalb der Gattung vergleichsweise klein und galt als kleinste Unterart des Rot-Weißen Riesengleithörnchens. Wie alle Riesengleithörnchen hat es eine große und behaarte Flughaut, die Hand- und Fußgelenke miteinander verbindet und durch eine Hautfalte zwischen den Hinterbeinen und dem Schwanzansatz vergrößert wird. Die Flughaut ist muskulös und am Rand verstärkt, sie kann entsprechend angespannt und erschlafft werden, um die Richtung des Gleitflugs zu kontrollieren.
Die Tiere sind auffällig zweifarbig. Das Rückenfell sowie große Teile der dorsalen Gleithaut und des Kopfes sind hell rotbraun gefärbt. Die Bauchseite mit dem ventralen Teil der Gleithaut sowie das Gesicht, Kinn und die Kehle sind weiß. Der Schwanz geht von der rotbraunen Rückenfärbung in ein dunkleres Braun über.

## Verbreitung
Das Taiwan-Riesengleithörnchen lebt endemisch auf der Insel Taiwan vor der chinesischen Küste.

## Lebensweise
Über die spezifische Lebensweise des Taiwan-Riesengleithörnchens liegen nur sehr wenige Informationen vor, zumal es lange dem Rot-Weißen Riesengleithörnchen zugeordnet wurde. Der Lebensraum liegt in Mischwaldgebieten aus Laub- und Nadelhölzern in Höhen von 1200 bis über 3750 Metern. Wie alle Arten der Gattung ist es strikt baumlebend und nachtaktiv und ernährt sich vor allem von Blättern und anderen Pflanzenteilen. Dabei nutzt es die Blättern, die Früchte und die Rinde verschiedener Pflanzen, darunter vor allem der Pasania kawakamii, Quercus glauca, Lithocarpus nantoensis und Lithocarpus amygdalifolius, Machalis japonica, Elaeocarpus sylvestris, Trachodendron aralioides, Mucuna macrocarpa und Turpinia formosana. Zudem nutzen sie Samen von Cunninghamia konishii, Blüten und Blätter von Gordonia axillaris und Rinden von Cryptomeria japonica. Wie alle anderen Flughörnchen ist auch diese Art in der Lage, weite Strecken gleitend zurückzulegen, indem es von einem Baum abspringt.
Die Paarungszeit der Tiere liegt im Juni und die Bestandsdichten liegen bei bis zu etwa 30 Individuen pro Hektar im Laubwald, während sie in Nadelwaldbeständen sehr viel seltener bis gar nicht vorkommen.

## Systematik
Die wissenschaftliche Erstbeschreibung des Taiwan-Riesengleithörnchens stammt von Oldfield Thomas aus dem Jahr 1907, der die Art bereits als Petaurista lena aus Tapposha im Zentrum der Insel Taiwan, damals Formosa, beschrieb.
Der Artstatus das Taiwan-Riesengleithörnchen ist umstritten und in einigen Systematiken wird es als Unterart des Rot-Weißen Riesengleithörnchens (Petaurista alborufus) geführt. In Jackson & Thorington 2012 und später im Handbook of the Mammals of the World von 2016 wird es dagegen als eigenständige Art behandelt und in die Gattung der Riesengleithörnchen (Petaurista) eingeordnet. Sie beziehen sich unter anderem auf die Ergebnisse molekularbiologischer Untersuchungen von Yu et al. 2006, wonach diese Art gemeinsam mit einigen weiteren als eigenständig betrachtet werden sollten. Bestätigt wurde dieses Ergebnis durch weitere Arbeiten von Li et al. 2013.
Innerhalb der Art werden keine Unterarten unterschieden.

## Bestand, Gefährdung und Schutz
Das Taiwan-Riesengleithörnchen wird von der International Union for Conservation of Nature and Natural Resources (IUCN) bislang nicht als eigenständige Art gelistet. Der Status der Population der Art ist weitgehend unbekannt.

## Belege
1. 1 2 3 4 5 6 7 8 9 10  J.L. Koprowski, E.A. Goldstein, K.R. Bennett, C. Pereira Mendes: Taiwan Giant Flying Squirrel Petaurista albiventer. In: Don E. Wilson, T.E. Lacher, Jr., Russell A. Mittermeier (Hrsg.): Handbook of the Mammals of the World: Lagomorphs and Rodents 1. (HMW, Band 6) Lynx Edicions, Barcelona 2016, ISBN 978-84-941892-3-4, S. 775–776.
2. ↑  Oldfield Thomas: A New Flying Squirrel from Formosa. Annals and Magazine of Natural History 7 (20), 1907; S. 522–523. (Digitalisat)
3. ↑  Petaurista alborufus In: Richard W. Thorington Jr., John L. Koprowski, Michael A. Steele: Squirrels of the World. Johns Hopkins University Press, Baltimore MD 2012; S. 110–111, ISBN 978-1-4214-0469-1
4. ↑  Red and White Giant Flying Squirrel. In: Andrew T. Smith, Yan Xie: A Guide to the Mammals of China. Princeton University Press, 2008; S. 177, ISBN 978-0-691-09984-2.
5. ↑  Stephen M. Jackson, Richard W. Thorington Jr.: Gliding Mammals: Taxonomy of Living and Extant Species. Smithonian Contributions to Zoology 638, Smithonian Institution Press, Washington D.C. 2012; S. 57.
6. ↑  Farong Yu, Fahong Yu, Junfeng Pang, C. William Kilpatrick, Peter M. McGuire, Yingxiang Wang, Shunqing Lu, Charles A. Woods: Phylogeny and biogeography of the Petaurista philippensis complex (Rodentia: Sciuridae), inter- and intraspeciWc relationships inferred from molecular and morphometric analysis. Molecular Phylogenetics and Evolution 38 (3), März 2006; S. 755–766. doi:10.1016/j.ympev.2005.12.002
7. ↑  Song Li, Kai He, Fa-Hong Yu, Qi-Sen Yang: Molecular Phylogeny and Biogeography of Petaurista Inferred from the Cytochrome b Gene, with Implications for the Taxonomic Status of P. caniceps, P. marica and P. sybilla. PLOS ONE, 16. Juli 2013 doi:10.1371/journal.pone.0070461